# Neuseeländische Cricket-Nationalmannschaft in Australien in der Saison 1985/86
Die Tour der neuseeländischen Cricket-Nationalmannschaft nach Australien in der Saison 1985/86 fand vom 8. November bis zum 4. Dezember 1985 statt. Die internationale Cricket-Tour war Bestandteil der Internationalen Cricket-Saison 1985/86 und umfasste drei Tests. Neuseeland gewann die Serie 2–1.

## Vorgeschichte
Für beide Mannschaften war es die erste Tour der Saison.
Das letzte Aufeinandertreffen der beiden Mannschaften fand in der Saison 1982/83 in Australien statt.

## Stadien
Die folgenden Stadien wurden für die Tour als Austragungsort vorgesehen.
| Stadion               | Stadt    | Kapazität | Spiele  |
| --------------------- | -------- | --------- | ------- |
| The Gabba             | Brisbane | 42.000    | 1. Test |
| WACA Ground           | Perth    | 20.000    | 3. Test |
| Sydney Cricket Ground | Sydney   | 48.000    | 2. Test |

## Kaderlisten
| Test | Test |
| Australien | Neuseeland |
| --- | --- |
| - David Boon - Allan Border - Ray Bright - Dave Gilbert - Andrew Hilditch - Bob Holland - David Hookes - Robbie Kerr - Geoff Lawson - Greg Matthews - Craig McDermott - Simon O’Donnell - Wayne Phillips - Greg Ritchie - Kepler Wessels | - Stephen Boock - John Bracewell - Vaughan Brown - Chris Cairns - Ewen Chatfield - Jeremy Coney - Jeff Crowe - Martin Crowe - Bruce Edgar - Richard Hadlee - Richard Reid - Ian Smith - Martin Snedden - John Wright |

## Tour Matches
| 18. – 20. Oktober Scorecard | Townsville | Queensland Invitational XI 202 (86.2) & 68 (24) | – | New Zealanders 345-7d (116) |
|                             |            | Remis                                           |   |                             |

| 22. – 23. Oktober Scorecard | Carrara | New Zealanders 247-5d (74) | – | Queensland Country 160-7 (81) |
|                             |         | Remis                      |   |                               |

| 26. – 29. Oktober Scorecard | Adelaide | South Australia 278-9d (99.5) & 373-4d (124) | – | New Zealanders 387 (119) & 209-7 (61) |
|                             |          | Remis                                        |   |                                       |

| 1. – 4. November Scorecard | Brisbane | Queensland 407 (132.5) & 232-6d (74) | – | New Zealanders 331-4 (100) & 152-6 (52) |
|                            |          | Remis                                |   |                                         |

| 15. – 18. November Scorecard | Sydney | New South Wales 300 (117.1) & 128-6d (50) | – | New Zealanders 120 (72) & 175-5 (73) |
|                              |        | Remis                                     |   |                                      |

## Tests

### Erster Test in Brisbane
| 8. – 12. November Scorecard | Brisbane | Australien 179 (76.4) & 333 (116.5)              | – | Neuseeland 553-7d (161) |
|                             |          | Neuseeland gewinnt mit einem Innings und 41 Runs |   |                         |

### Zweiter Test in Sydney
| 22. – 26. November Scorecard | Sydney | Neuseeland 293 (124.3) & 193 (102.5) | – | Australien 227 (97.5) & 260-6 (97.1) |
|                              |        | Australien gewinnt mit 4 Wickets     |   |                                      |

### Dritter Test in Perth
| 30. November – 4. Dezember Scorecard | Perth | Australien 203 (83.5) & 259 (131.5) | – | Neuseeland 299 (157) & 164-4 (74) |
|                                      |       | Neuseeland gewinnt mit 6 Wickets    |   |                                   |